# Чурбанов Євген Валентинович
Євге́н Валенти́нович Чурба́нов — старший сержант Збройних сил України, учасник російсько-української війни.

## З життєпису
У часи війни
2015—2016 рр. — Водяне, Опитне, Зеніт, Авдіївська промзона. Кулеметник 5-ї батальйонної тактичної групи 81-ї окремої аеромобільної бригади; старший сержант.
12 квітня 2016 року, відбиваючи піхотний штурм терористів на Авдіївську промзону, зазнав важкого поранення старший солдат Вадим Ушаков. Сам дійшов до місця евакуації, однак через ускладнення (внаслідок численних поранень почалося кисневе голодування) втратив змогу ходити та говорити.
Позиція була дуже важлива, і вже за годину до його кулемета приступив Євген Чурбанов. До того вони не були знайомі; у бою теж не перетнулися.
Згодом Євген вирішив розшукати того, хто стояв за кулеметом до нього. Від того часу допомагає Вадиму повернутися до життя.
2020—2021 рр. — перебував у районі Красногорівки, Старомихайлівки.
2022—2023 рр.: на Інгульскому плацдармі зазнав поранення внаслідок влучання танкового снаряду. В той раз втратив друга, а сам отримав 3 групу інвалідності.
Невдовзі після того. в районі Яковлевкі був кантужений, відмовився від госпіталізації, за 3 дні був в строю.
24 липня 2022 року брав безпосередню участь у бойових діях у Беріславському районі. Під час відбиття атаки ворога, внаслідок обстрілу ворожої артилерії зазнав вогнепального осколкового поранення передпліччя з пошкодженням артерії та частковим пошкодженням ліктьового нерва, забій середнього нерва, осколкове поранення спини.
Брав участь у важких боях за Курдюмівку, згодом за Соледар.
23 грудня 2022 року, виконуючи бойове завдання поблизу села Яковлівка Бахмутського району, внаслідок ворожого мінометного обстрілу дістав вибухову травму, закриту черепно-мозкову травму, акубаротравму.
30 січня 2023 року виконував бойове завдання біля н.п. Соледар. Під час відбиття атаки ворога, внаслідок обстрілу ворожої артилерії дістав вогнепальне осколкове поранення ноги.
Зазнав осколкового поранення в ногу в районі Благодатного, від госпіталізації відмовився, за 5 днів повернувся до обов'язків.
Брав участь у боях за Мар'їнку.
2023—2024 рр.: воював на напрямках Роботине, Новопрокопівка, Вербове, Мар'їнка.
25 серпня 2023 року при виконанні бойового завдання поблизу села Роботине дістав вибухову травму, акубаротравму.
31 серпня 2023 року, виконуючи бойове завдання поблизу села Роботине, внаслідок ворожого мінометного обстрілу дістав вибухову травму, вогнепальне осколкове поранення лопатки, контузію.
30 вересня 2023 року при виконанні бойового завдання поблизу Новопрокопівки поранений внаслідок пострілу російського снайпера — дістав наскрізне вогнепальне поранення живота і стегна, був госпіталізований.
27 листопада 2023 року при неодноразових спробах евакуації загиблого побратима з лінії зіткнення в районі села Вербове, дістав вибухову травму, вогнепальне осколкове поранення та перелом ноги. На жаль, тіло побратима евакуювати не вдалося. Був госпіталізований.

## Нагороди та вшанування
- Указом Президента України № 854/2019 від 20 листопада 2019 року за «особисту мужність і самовіддані дії, виявлені у захисті державного суверенітету та територіальної цілісності України, зразкове виконання військового обов'язку та з нагоди Дня Десантно-штурмових військ Збройних Сил України» нагороджений орденом «За мужність» III ступеня[1].
- Указом Президента України № 224/2023 за «особисту мужність і самовіддані дії, виявлені у захисті державного суверенітету та територіальної цілісності України, зразкове виконання військового обов'язку" нагороджений орденом «За мужність» II ступеня
- Указом Президента України № 223/2024 за "особисту мужність, виявлену у захисті державного суверенітету та територіальної цілісності України, самовіддане виконання військового обов'язку" нагороджений орденом «За мужність» I ступеня УКАЗ ПРЕЗИДЕНТА УКРАЇНИ № 223/2024